# Damplein (Middelburg)
Het Damplein is een plein in de stad Middelburg. Het plein grenst in het westen aan de straten Korte Delft en de Sint Pieterstraat, aan de oostzijde loopt het plein over in de Dam. In totaal telt het plein 35 rijksmonumenten in het rijksmonumentregister. Een van de opmerkelijke monumenten aan het plein is de Gistpoort; die eigenlijk in de Sint Pieterstraat staat, maar goed te zien is vanaf het plein. Verder kijkt het Emma Monument uit over het plein.

## Geschiedenis
De oudste monumenten aan het plein stammen uit de 16e eeuw, terwijl de jongste panden gebouwd zijn in de 18e of 19e eeuw. De constructie van de Gistpoort werd voltooid in 1512.
In de jaren '60 ging de Lange Giststraat en een groot deel van de Korte Delft tegen de vlakte voor de constructie van het plein. Ook de Graanbeurs uit de 19e eeuw werd in 1969 afgebroken ten gunste van een kleinere Graanbeurs. In november 1971 werd het Damplein geopend met een brasserie. Het Damplein werd gecreëerd voor de aanleg van een nieuwe parkeerplaats, vanwege het toegenomen bezit van auto's.